# گلن بلزیکا
گلن بلزیکا (انگلیسی: Glenn Belezika؛ زادهٔ ۲۴ دسامبر ۱۹۹۳) بازیکن فوتبال اهل بریتانیا است.
از باشگاه‌هایی که در آن بازی کرده‌است می‌توان به باشگاه فوتبال اولدهام اتلتیک، باشگاه فوتبال سالزبری سیتی، باشگاه فوتبال استوک‌پورت کانتی، باشگاه فوتبال بارسکو، باشگاه فوتبال هاید، باشگاه فوتبال باکستون، و باشگاه فوتبال لینفیلد اشاره کرد.